# Lodewijk van Bourbon (1667-1683)
Lodewijk van Bourbon (Kasteel van Saint-Germain-en-Laye, 2 oktober 1667 - Kortrijk, 18 november 1683) was een Franse Prins, geboren als buitenechtelijke zoon van koning Lodewijk XIV van Frankrijk en zijn maîtresse Louise de La Vallière.

## Biografie
Lodewijk werd in het Kasteel van Saint-Germain-en-Laye geboren en werd naar zijn vader vernoemd. Hij verkreeg de achternaam de Bourbon, omdat hij een buitenechtelijk kind van de koning was. In 1669 werd hij door zijn vader officieel erkend en kreeg hij al op de leeftijd van twee jaar de titels van graaf van Vermandois en admiraal van Frankrijk. Na het vertrek van zijn moeder naar het klooster in 1674 ging Lodewijk van Bourbon in het Palais-Royal bij zijn oom Filips van Orléans wonen.
Aan het hof van zijn oom maakte hij kennis met diens minnaar Filips van Lotharingen. Via hem raakte de jonge graaf betrokken bij een groep van jonge aristocraten die zichzelf "La Sainte Congregation des Glorieux Pédérastes" (De Heilige Broederschap van de Glorieuze Pederasten) noemden en hiertoe behoorde ook de prins van Conti. De leden van de groep zouden onderling le vice Italien bedrijven. Toen het bestaan van deze broederschap de koning ter ore kwam in 1682 liet hij de leden van de groep wegens sodomie van zijn hof verbannen, waaronder ook zijn eigen zoon Lodewijk van Bourbon.
Lodewijk van Bourbon werd aanvankelijk verbannen naar Normandië en onder de invloed van zijn tante Elisabeth Charlotte van de Palts stemde Lodewijk XIV ermee in om hem naar het front in Vlaanderen te sturen. Lodewijk werd naar het beleg van Kortrijk gestuurd waar hij vervolgens ziek werd. Uiteindelijk overleed Lodewijk van Bourbon op 18 november 1683 en werd hij vervolgens begraven in de Kathedraal van Atrecht.